# Dieter Honisch

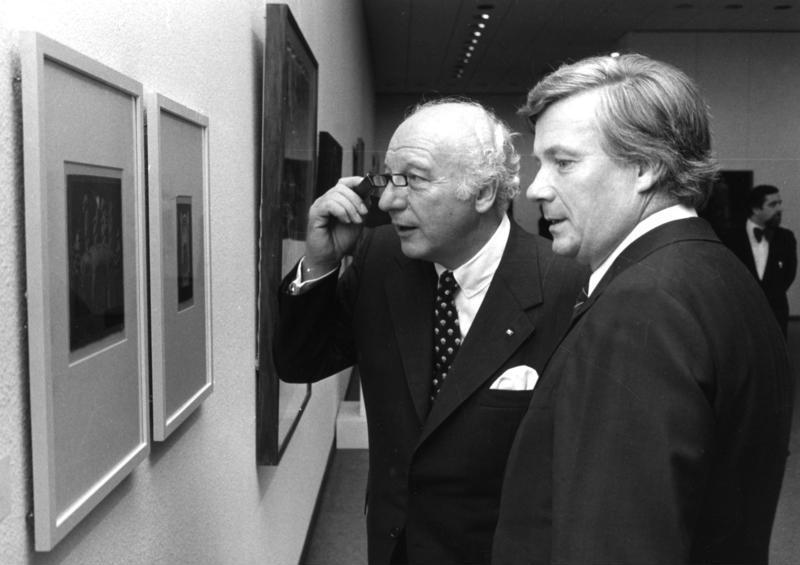
Dieter Honisch (rechts) begleitet Bundespräsident Walter Scheel am 14. September 1978 bei einem Rundgang durch die Nationalgalerie

Dieter Honisch (* 11. Mai 1932 in Beuthen (Oberschlesien); † 7. Dezember 2004 in Berlin) war von 1975 bis 1997 Direktor der Neuen Nationalgalerie bei den Staatlichen Museen in Berlin. 1970 und 1972 fungierte er als Kommissar des Deutschen Pavillons der Venedig Biennale.

## Leben und Werk

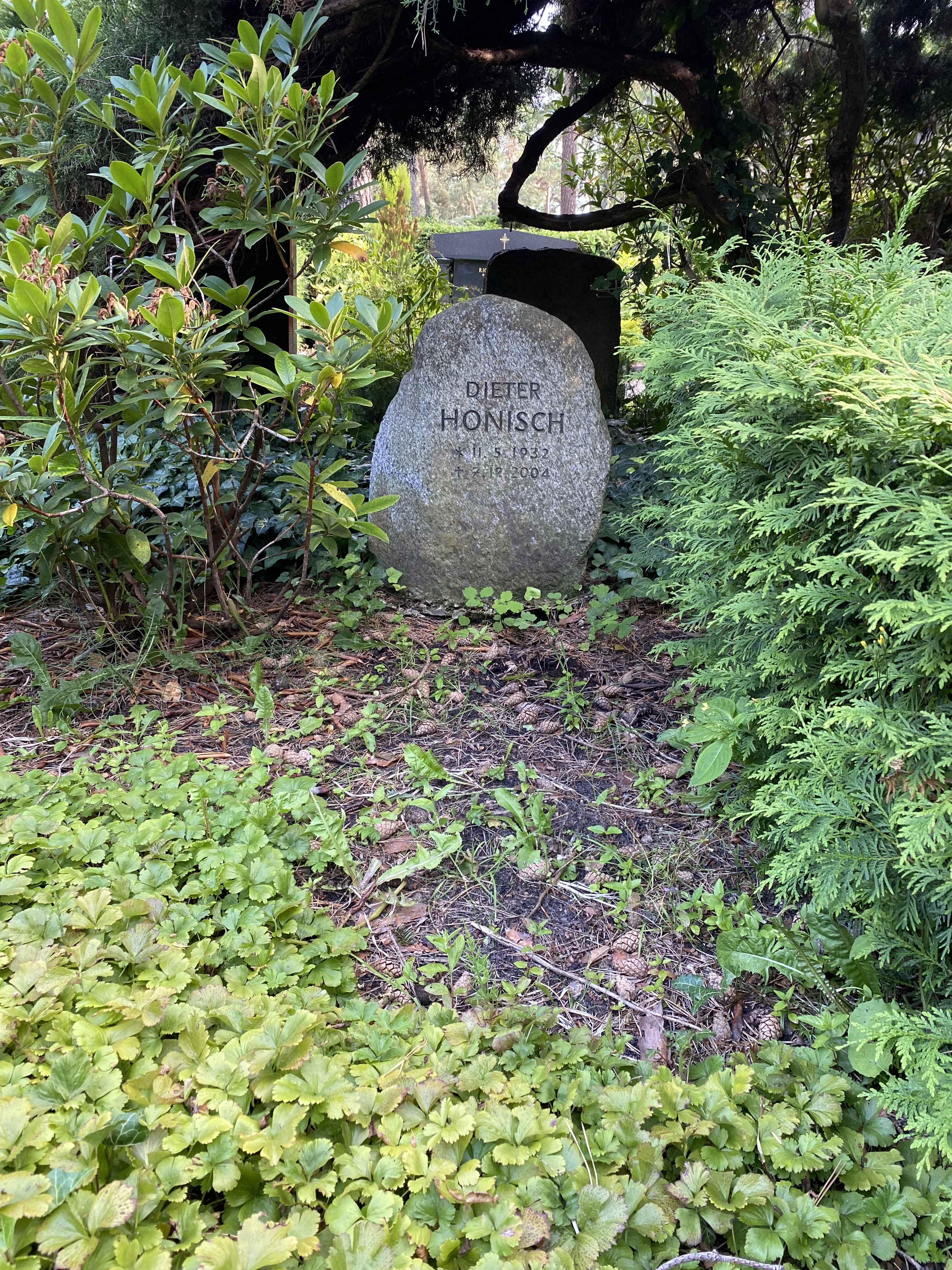
Grabstätte auf dem Waldfriedhof Dahlem (Feld 002-118)

Honisch studierte in Münster, Wien und Rom Kunstgeschichte. 1960 wurde er mit einer Arbeit über Anton Raphael Mengs (1728–1779) promoviert. Er arbeitete zunächst für den Westfälischen Kunstverein, wo er den Austausch mit Josef Albers vertiefte und diesen 1961 zu seinem ersten Siebdruck anregte und unter anderem 1964 in Einzelausstellungen Ossip Zadkine und Ernst Wilhelm Nay zeigte. Von 1965 bis 1968 arbeitete er für den Württembergischen Kunstverein, wo er unter anderem vom 18. Februar bis 26. März 1967 die Ausstellung Formen der Farbe zeigte, die sich mit einem neuen Verständnis und Beitrag der Farbe zum Bild befasste.
Sein nächster Arbeitsbereich war das Folkwang-Museum in Essen. Von dort wurde er nach Berlin berufen als Direktor der Neuen Nationalgalerie West-Berlin im Mies-van-der-Rohe-Bau am heutigen Kulturforum. Nach der Wiedervereinigung war er Direktor der ihrerseits wieder vereinigten Nationalgalerie. Er leitete dieses Museum bis 1997. Kurz nach seinem Amtsantritt hatte er 1977 den „Verein der Freunde der Nationalgalerie“ wieder ins Leben gerufen.
Vom 14. August bis zum 16. Oktober 1977 führte Honisch unter der Schirmherrschaft von Bundespräsident Walter Scheel im Auftrag der Regierung der Bundesrepublik Deutschland und des Senats von Berlin unter den Auspizien des Europarates in der Neuen Nationalgalerie Berlin, der Akademie der Künste und der Großen Orangerie des Schlosses Charlottenburg zu Berlin die 15. Europäische Kunstausstellung Tendenzen der Zwanziger Jahre (Katalog) durch. Das vielschichtige Thema verlangte nach differenzierter Darstellung. So gliederte sich die Ausstellung in vier Abteilungen: „Vom Konstruktivismus zur konkreten Kunst“, „Von der futuristischen zur funktionellen Stadt – Planen und Bauen in Europa von 1913–1933“, „Dada in Europa – Werke und Dokumente“, „Die neue Wirklichkeit – Surrealismus und Neue Sachlichkeit“.
Dieter Honisch starb 2004 im Alter von 72 Jahren in Berlin. Sein Grab befindet sich auf dem Waldfriedhof Dahlem.

## Schriften
- Die Nationalgalerie Berlin. Verlag Aurel Bongers, Recklinghausen 1979
- Überprüfung von Kunstgeschichte. In: Wolf Vostell: Die Nackten und die Toten. Edition Ars Viva / Edition Wewerka, Berlin 1983, ISBN 3-924306-11-7.
- Eine Einführung in sein Werk und Schaffen. In: Günther Uecker, Deutsche Bank Verlag, Frankfurt 1985.
- Die Bildwirklichkeit Anselm Kiefer. In: Anselm Kiefer, Nationalgalerie, Berlin 1991.